# Oleria lerda
Oleria lerda är en fjärilsart som beskrevs av Richard Haensch 1909. Oleria lerda ingår i släktet Oleria och familjen praktfjärilar. Inga underarter finns listade i Catalogue of Life.